# Serra de Tramuntana
Serra de Tramuntana (katalonski za "Planine tramontane"; španjolski: Sierra de Tramontana) je planinsko gorje koje se pruža duž obale španjolskog otoka Mallorce u pravcu jugozapad-sjeveroistok, po kojemu je nazvana i istoimena županija (comarca) na Majorci.
Najviši vrh je Puig Major, koji je svojom visinom od 1.445 metara ujedno i najviši vrh Baleara. Najjužniji dio gorja je planina Serra de Na Burguesa.
Klima gorja Serra de Tramuntana je značajno vlažnija od ostatka otoka, sa zabilježenih do 1507 mm padalina godišnje, u kontrastu s nekim područjima gdje je ta brojka ispod 400 mm godišnje. Također je mnogo hladnije i nisu rijetki dani sa snježnim padalinama zimi.
Kulturni krajolik Serra de Tramuntane se nalazi na strmim liticama planinskog masiva gdje su ljudi baveći se tisućljećima poljoprivredom, u okruženju s oskudnim resursima, transformirali teren i načinili artikuliranu mrežu uređaja za gospodarenje vodama oko farmi feudalnog podrijetla. Krajolik je obilježen poljoprivrednim terasama i međusobno povezanim vještačkim vodenim putovima koji uključuju i vodenice, kao i građevine i farme izgrađene u tehnici suhogradnje. Zbog toga je kulturni krajolik Serra de Tramuntane upisan na UNESCO-ov popis mjesta svjetske baštine u Europi 2011. godine.

## Galerija
- Puig Major
- Vrh Puig Major s jezerima
- Farma u Valldemossi
- Konvikt u Valdemossi
- Deia
- Selo Galilea u Puigpunyentu
- Refugi Tossals Verds u Escorci
- Calvià
- Farma Binibassi u Fornalutxu
- Pollença

## Vanjske poveznice
|  | Zajednički poslužitelj ima još gradiva o temi Serra de Tramuntana |

- Serra de Tramuntana - UNESCO World Heritage status 2010, Cultural Landscape (engl.) (šp.)
- Serra de Tramuntana - Facebook
- Serra de Tramuntana - Twitter
- Serra de Tramuntana - informacije (engl.)
- Putovi preko Serra de Tramuntana  Arhivirana inačica izvorne stranice od 23. lipnja 2013. (Wayback Machine)
- Serra de Tramuntana  Arhivirana inačica izvorne stranice od 21. siječnja 2015. (Wayback Machine) (kat.)